# Richgard von Sponheim
Richgard von Sponheim oder Richardis († 1151) war die Ehefrau von Rudolf I. von Stade, Markgraf der Nordmark, und Mutter von Erzbischof Hartwig von Magdeburg, Udo IV. und Rudolf II. von Stade, Markgraf der Nordmark.

## Leben
Richardis war Tochter von Hermann von Spanheim, des späteren Burggrafen von Magdeburg, ihre Mutter ist nicht bekannt.
1124 stiftete sie gemeinsam mit ihrem Gatten und ihrem Verwandten Meginhard von Sponheim Güter für das neue Kloster Sponheim. Nach dem Tod des Ehemanns Ende dieses Jahres lebte sie auf Gütern in der Umgebung von Magdeburg und Jerichow, wo sie ihren minderjährigen Sohn Hartwig großzog. Im Jahre 1151 verstarb Richgard.

## Nachkommen
Aus der Ehe mit Rudolf gingen folgende Kinder hervor:
- Udo IV. († 1130), Markgraf der Nordmark (1128–1130)
- Rudolf II. († 1144), Markgraf der Nordmark (1133)
- Hartwig († 1168), Erzbischof von Bremen
- Luitgard († 1152), 1. ⚭ Friedrich II. von Sommerschenburg, Pfalzgraf von Sachsen, † 1162 (Scheidung um 1144); 2.⚭ Erik III. Lam König von Dänemark, † 1146, 3.⚭ Graf Hermann II. von Winzenburg † 1152
- Richardis, Vertraute von Hildegard von Bingen